# St George (Schiff, 1787)
Die St George, auch HMS St George, war ein 98-Kanonen-Linienschiff der Duke-Klasse der britischen Marine, das von 1787 bis 1811 in Dienst stand.

## Allgemeines
Die spätere St George wurde am 16. Juli 1774 bestellt. Das Schiff wurde im August 1774 auf der Marinewerft in Portsmouth auf Kiel gelegt und der Stapellauf erfolgte am 4. Oktober 1785. Die Indienststellung erfolgte im Oktober 1787, wobei sie im Dezember 1787 bereits wieder aufgelegt wurde. Dies war notwendig da der Unterhalt und die Bemannung dieser großen Kriegsschiff in Friedenszeiten zu viele Ressourcen der britischen Marine gebunden hätte.
Sie nahm an zwei Seeschlachten teil, der Seeschlacht vor den Îles d’Hyères im Jahr 1795 und der Seeschlacht von Kopenhagen (Dänemark) im Jahr 1801.
Thomas Masterman Hardy, der später Kapitän der berühmten Victory unter Lord Nelson in der Schlacht von Trafalgar war, kommandierte die St. George 1801 in der Seeschlacht von Kopenhagen.
Die St. George versank am 24. Dezember 1811 in der Nähe von Thorsminde (Westküste von Jütland) in einem Orkan. Die letzte Fahrt der St. George stellt sich wie folgt dar:
Sie fuhr als Flaggschiff von Konteradmiral Reynolds zusammen mit der Cressy und der Defence im Verband. Im gleichen Verband segelte auch die Victory. Ihr Auftrag bestand darin, einen Konvoi Höhe Marvik in Schweden durch das dänische Hoheitsgebiet nach England zu begleiten. Zu diesem Zeitpunkt waren diese Schiffe der britischen Ostseeflotte zugeteilt.

## Kalendarischer Ablauf der Schiffskatastrophe
Herbst 1811: Eine große Flotte von Handelsschiffen sammelt sich in der Bucht von Hanø vor Schweden. Der Konvoi soll zurück ins Vereinigte Königreich und besteht unter anderem aus Handelsschiffen und Kriegsschiffen, die als Geleitschutz gegen Angriffe von dänischen Piraten dienen sollen. Der britische Geleitschutzverband besteht aus Linienschiffen und Briggs, angeführt von der Victory, die zu dem Zeitpunkt von Vizeadmiral James Saumarez angeführt wird.
Zwei von den begleitenden Linienschiffen waren die St. George und die Defence.

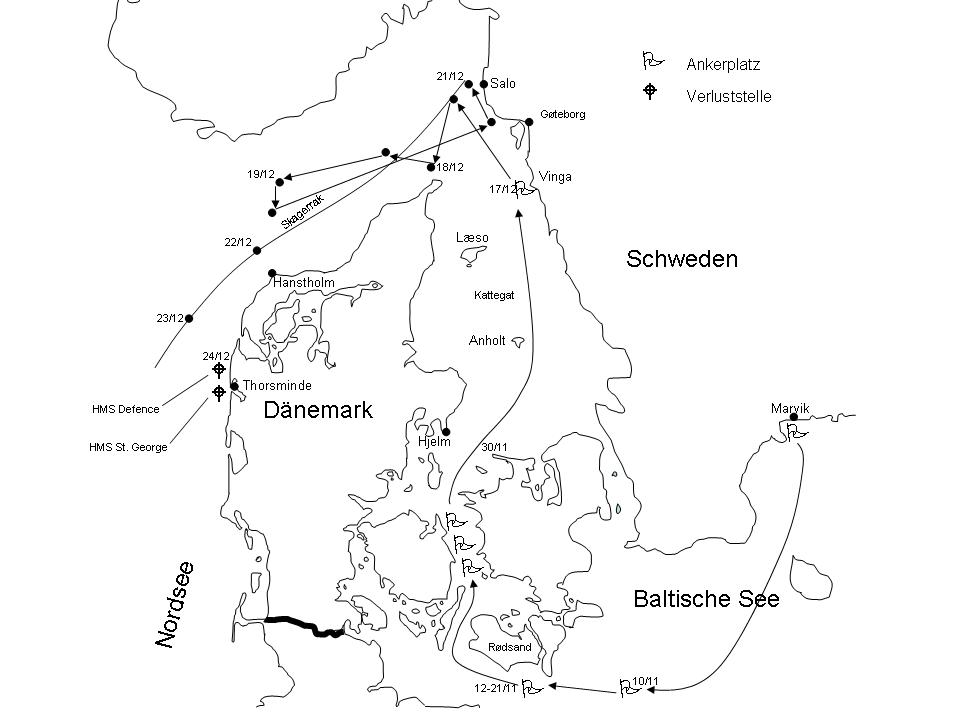
Die letzte Fahrt der St. George und Defence

- 1. November 1811: Der britische Konvoi verlässt den Ankerplatz bei Hanø in der (Ostsee), jedoch zwingt ein starker Sturm den Verband zur Umkehr.
- 9. November 1811: Der Konvoi unternimmt einen zweiten Versuch, in Richtung Großbritannien zu segeln.
- 15. November 1811: Bei schwerem Sturm havariert die St. George bei Rødsand, westlich Höhe Gedser/Falster (Dänemark) und verliert dabei seine Ruderanlage. Viele der Handelsschiffe ereilt das gleiche Schicksal: Sie havarieren oder gehen verloren. Von den ursprünglich 120 Handelsschiffen erreichen später nur 76 ihr Ziel.
- 21. November 1811: Der Konvoi segelt nach Vinga, einer kleinen Insel in Västergötland, (Schweden) vor Göteborg. Die St. George kann sich aus eigener Kraft nicht mehr bewegen und muss von der Cressy geschleppt werden.
- 1. Dezember 1811: Der Konvoi geht bei Vinga vor Anker. Vizeadmiral Saumarez hat große Bedenken, die Fahrt der St. George fortsetzen zu lassen. Mit seiner Meinung trifft er auf heftigen Widerstand von Konteradmiral Reynolds und seinem Flaggkapitän Daniel Guion. Beide halten daran fest, dass die St. George die Überfahrt schaffen kann. Mit diesem Entschluss besiegeln sie das Todesurteil für sich und einen Großteil der eigenen Besatzung.
- 17. Dezember 1811: Nach einer notdürftigen Reparatur verlässt die St. George in Begleitung der Defence und Cressy die schwedischen Gewässer vor Vinga und segelt weiter in Richtung Großbritannien.

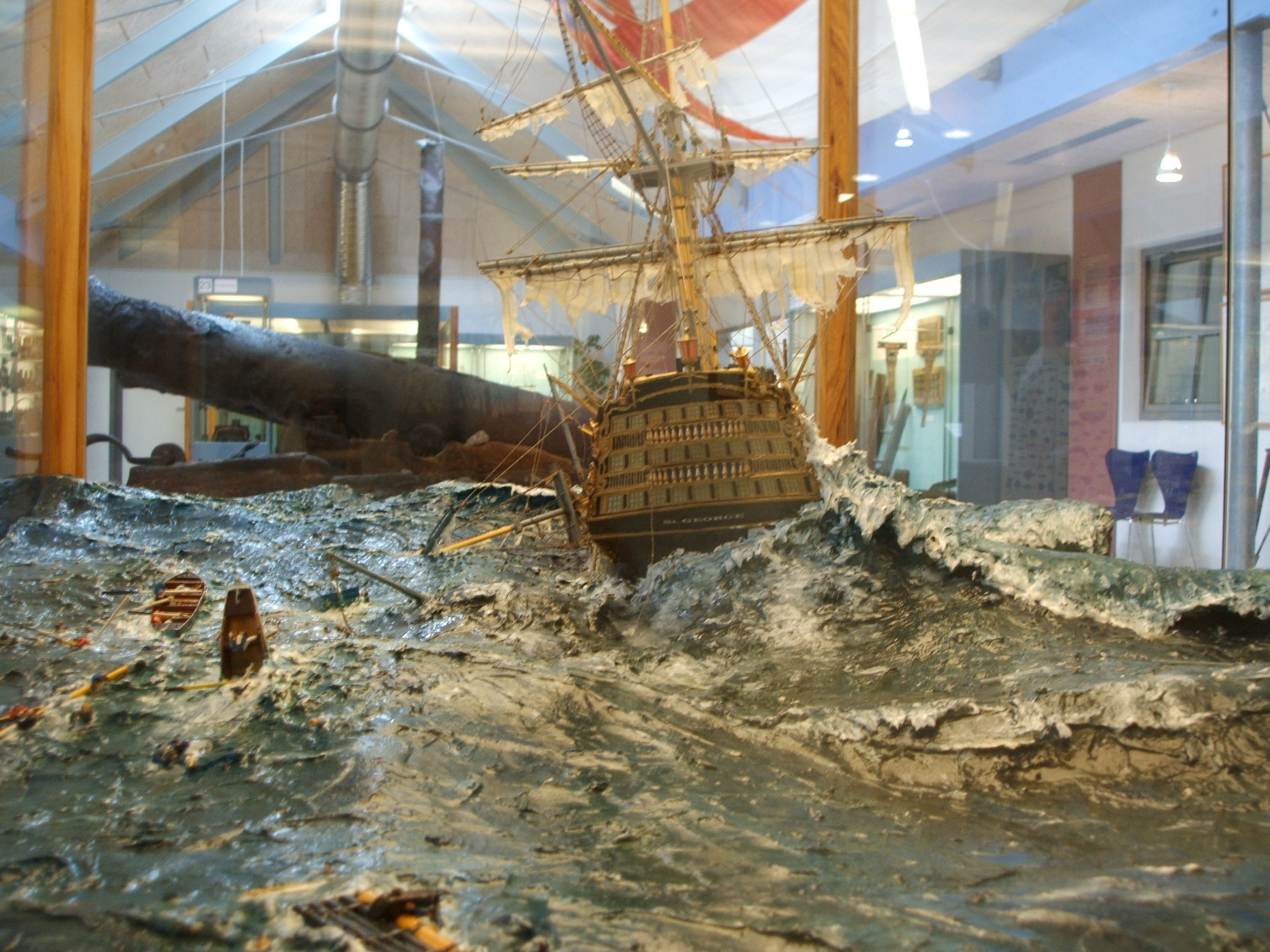
Die letzte Fahrt der St. George in schwerer See (Diorama-Darstellung)

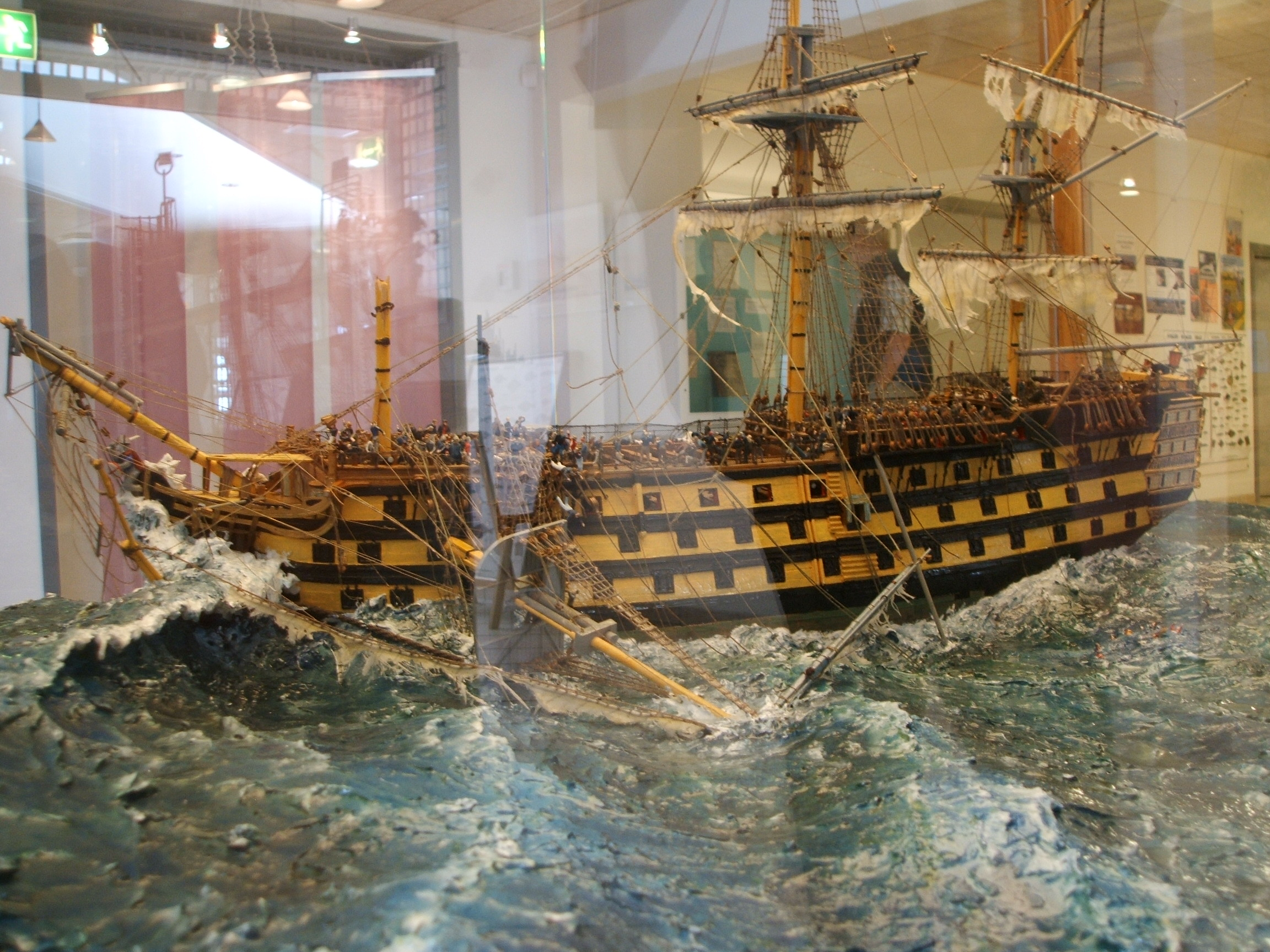
Die vom Sturm bereits schwer beschädigte St. George

- 19. Dezember 1811: Die Linienschiffe St. George, Defence, Cressy und Bellette müssen wegen starkem Sturm und hoher See ihre Fahrt unterbrechen und wenden. Die Cressy muss schließlich wieder die St. George schleppen. Vizeadmiral Saumarez setzt mit der Victory und den übrigen Schiffen die Fahrt fort. Sie kommen am 26. Dezember 1811 nach schwieriger Fahrt im Vereinigten Königreich an, ohne Informationen über das Schicksal der St. George und Defence zu haben.
- 21. Dezember 1811: Die Schiffe, die gewendet haben, liegen vor Vinga, nordöstlich vom sogenannten Salo-Leuchtturm. Schließlich wird von den Verantwortlichen ein schicksalhafter Beschluss gefasst und erneut versucht, über das Skagerrak in die Nordsee zu segeln. Diesmal wird die St. George jedoch nicht von der Cressy geschleppt.
- 23. Dezember 1811: Der Wind dreht und die Schiffe kommen in große Schwierigkeiten. Die Cressy und die Bellette drehen bei und versuchen zu einem späteren Zeitpunkt, der geplanten Route zu folgen. Atkins, der Kommandant der Defence, überlegt auch zu drehen, wartet hierfür auf ein entsprechendes Signal von der St. George. Das Signal wird jedoch nie gegeben. Der Sturm in der Nordsee erreicht Orkanstärke und erfasst die Schiffe. Schließlich beschließt Atkins auch zu drehen – es ist aber zu spät: Die Defence läuft auf Grund und zerbricht in der Brandung. Von der Defence kommen sechs Seeleute lebend an Land – in einigen Berichten ist sogar von nur fünf Überlebenden die Rede. Auch die St. George strandet.
- 24. Dezember 1811: Die Seeleute auf der St. George kämpfen vergebens ums Überleben.
- 25. Dezember 1811: Nur zwölf Seeleute retten sich an Land. Am Abend sieht man immer noch 150 Menschen an Bord.
- 26. Dezember 1811: Es gibt keine Anzeichen von Leben mehr an Bord der St. George.

Die Defence und die St. George wurden so stark beschädigt, dass sie schließlich vor Thorsminde (Dänemark) zerbrachen und versanken, während die Cressy und die Bellette ihren Heimweg antreten und sicher einen englischen Hafen erreichen konnten.
Von der St. George überlebten nur zwölf ihrer 850 Besatzungsmitglieder den Untergang. Insgesamt fielen fast 1.300 Seeleute der Tragödie vor Dänemark zum Opfer.
Die Royal Navy verlor im gleichen Sturm noch zwei weitere Schiffe ihrer Flotte: So versanken auch das Linienschiff Hero und die Brigg Grasshopper vor der niederländischen Küste in der Nähe der Insel Texel.

## Museum
In Thorsminde befindet sich das „Strandingmuseum St. George“, das sich mit dem Untergang der Schiffe vor der dänischen Küste befasst. So sind dort, nachdem das Wrack der St. George gefunden wurde (Position 56° 21′ 30″ N, 8° 6′ 0″ O), diverse geborgene Wrackteile, Gebrauchsgegenstände, Waffen, Uniformen und ähnliches ausgestellt. Ein geborgenes Skelett wurde nach britischen Protesten aus der Ausstellung entfernt und begraben.
Die 11,70 m lange und gut erhaltene Ruderanlage der St. George (ursprünglich 8500 kg schwer) ist heute im Strandingsmuseum ausgestellt. Sie wurde im Rahmen der Errichtung eines Windmühlenparkes im Meer bei Rødsand, westlich Höhe Gedser/Falster (Dänemark) gefunden.

### Liste der Kommandanten
| Name                           | Beginn der Amtszeit | Ende der Amtszeit |
| ------------------------------ | ------------------- | ----------------- |
| Captain George Collier         | 21. Juli 1790       | 20. Dezember 1790 |
| Captain John Samuel Smith      | 26. März 1791       | 4. September 1791 |
| Captain Thomas Hickes          | 3. September 1791   | 2. Dezember 1792  |
| Captain Thomas Byard           | 3. Dezember 1792    | 8. Februar 1793   |
| Captain William Hancock Kelly  | Februar 1793        | Februar 1793      |
| Captain Thomas Foley           | 11. Februar 1793    | Januar 1796       |
| Captain Shuldham Peard         | Januar 1796         | April 1798        |
| Captain John Holloway          | Mai 1798            | März 1799         |
| Captain Sampson Edwards        | März 1799           | Januar 1801       |
| Captain George Eyre            | Februar 1801        | März 1801         |
| Captain Thomas Masterman Hardy | März 1801           | August 1801       |
| Captain Henry Nickolls         | August 1801         | November 1801     |
| Captain Lennox Thompson        | November 1801       | April 1802        |
| Captain William Granville Lobb | April 1802          | Juli 1803         |
| Captain Michael de Courcy      | November 1804       | Dezember 1805     |
| Captain Thomas Hoar            | Dezember 1805       | 27. April 1808    |
| Captain Edward Snyd Clay       | Mai 1808            | August 1808       |
| Captain James Hillyer          | August 1808         | Juli 1809         |
| Commander Thomas White         | Juli 1808           | August 1808       |
| Captain Joseph James           | September 1808      | 1809              |
| Captain Daniel Oliver Guion    | April 1810          | 24. Dezember 1811 |